# فا تسيوان وانغ
فا تسيوان وانغ (1899-1985) (بالإنجليزية: Fa Tsuan Wang)‏ هو عالم نبات صيني.